# Bief (rivière)
Pour les articles homonymes, voir Bief (homonymie).
Le Bief est une rivière du canton de Vaud, en Suisse, et un affluent du Rhône qui a son embouchure au nord du Lac Léman.

## Hydronymie
La rivière tire son nom du radical gaulois *bedo- signifiant canal. Ce radical a donné naissance au nom latin bedaria qui a donné bief en français pour désigner un fort ruisseau. L'équivalent en vaudois est bedai.

## Géographie
La rivière prend sa source au lieu-dit Chaumet, une zone boisée au sud de la commune de Bremblens. De là, elle continue en direction du sud et arrive sur la commune de Lonay où elle forme rapidement un petit étang. Le Bief continue de couler dans le même direction et traverse le parc de Lonay avant d'entrer dans le village. La rivière est alors canalisée et disparaît de la surface. Elle coule sous l'autoroute A1 et sous le faisceau de voies de la gare de Lausanne-Triage. Elle resurgit et coule en direction de l'ouest puis passe sous la grande raquette de la gare de triage. La rivière forme alors la limite communale entre Lonay et Préverenges. La rivière est alors à nouveau canalisée et récupère les eaux de La Maraîchère, puis vire à nouveau en direction du sud. Elle forme la limite communale entre la ville de Morges et Préverenges. Elle resurgit peu avant son embouchure et s'élargit de plus en plus. À son embouchure dans le Léman, elle sert de port qui dispose d'une centaine de places.

## Faune
La truite Fario est présente dans le Bief. En 2013, l'inspection de la pêche du canton de Vaud y relève la capture de 3 individus.

## Héraldique

Armoiries de la commune de Morges.

Deux rivières coulent sur le territoire de la commune de Morges : la Morges qui traverse la ville en son centre et lui donne son nom et à l'est la limite communale avec Préverenges est marquée par le Bief. Ces deux cours d'eau son représentées sur les armoiries de la ville qui se blasonnent ainsi : Coupé d'argent et de gueules à deux fasces ondées de l'un en l'autre. Les deux fasces d'argent et de gueules symbolisent ces deux rivières.